# Skattejæger (brætspil)
Skattejæger  (engelsk Treasure hunt) er et brætspil, der findes i mange forskellige varianter. De fleste varianter spilles af 2-4 spillere.
| Spil | Spire Denne artikel om spil eller lege er en spire som bør udbygges. Du er velkommen til at hjælpe Wikipedia ved at udvide den. |